# Connie Francis Sings “Second Hand Love”
Connie Francis Sings “Second Hand Love” es un álbum de estudio de la cantante estadounidense Connie Francis, publicado en mayo de 1962 a través de MGM Records.

## Lista de canciones
Créditos adaptados desde las notas del álbum.

| Lado uno |                       |                                            |          |  |
| N.º      | Título                | Escritor(es)                               | Duración |  |
| 1.       | «Second Hand Love»    | Hank Hunter, Phil Spector                  | 2:48     |  |
| 2.       | «Someone Else's Boy»  | Athena Hosey, Hal Gordon                   | 2:39     |  |
| 3.       | «Together»            | Buddy G. DeSylva, Lew Brown, Ray Henderson | 2:51     |  |
| 4.       | «Too Many Rules»      | Don Stirling, Harold Temkin                | 2:21     |  |
| 5.       | «(He's My) Dreamboat» | John D. Loudermilk                         | 2:40     |  |
| 6.       | «Gonna Git That Man»  | Eddie Curtis                               | 2:15     |  |

| Lado dos |                                                        |                                              |          |  |
| N.º      | Título                                                 | Escritor(es)                                 | Duración |  |
| 1.       | «Don't Break the Heart That Loves You»                 | Benny Davis, Ted Murry                       | 2:58     |  |
| 2.       | «Pretty Little Baby»                                   | Bill Nauman, Don Stirling                    | 2:15     |  |
| 3.       | «When the Boy in Your Arms (Is the Boy in Your Heart)» | Sid Tepper, Roy C. Bennett                   | 2:40     |  |
| 4.       | «It Happened Last Night»                               | Earl Wilson, Leonard Whitcup, Slugger Wilson | 2:30     |  |
| 5.       | «Baby's First Christmas»                               | Davis, Murry                                 | 2:20     |  |
| 6.       | «Breakin' in a Brand New Broken Heart»                 | Howard Greenfield, Jack Keller               | 2:35     |  |